# Massagris honesta
Massagris honesta là một loài nhện trong họ Salticidae.
Loài này thuộc chi Massagris. Massagris honesta được Wanda Wesołowska miêu tả năm 1993.